# متین رضایی
متین رضایی (زاده ‎۱۱ شهریور ۱۳۸۴) تکواندوکار اهل ایران است.
وی در بازی‌های آسیایی ۲۰۲۲ موفق به کسب مدال برنز وزن ۶۸ کیلوگرم مردان شده‌است.